# Cuộc nổi dậy Bắc Iraq 2014
Sau khi tiến vào thành phố Mosul của Iraq trong gần một tuần, vào đêm 9-10 tháng 6 năm 2014 lực lượng của Nhà nước Hồi giáo ở Iraq và Levant (ISIS, đôi khi được gọi là Isil), kết hợp với kết hợp với các chiến binh Sunni trung thành với cựu chính phủ Ba'ath và các bộ lạc chống chính phủ, nắm quyền kiểm soát hầu hết thành phố. Ước tính có khoảng 1.300 máy bay chiến đấu vũ trang chiếm giữ các văn phòng chính quyền tỉnh Nineveh, các cơ sở quân đội, và sân bay quốc tế Mosul. Khoảng 500.000 cư dân của thành phố Mosul được cho là đã chạy trốn thành phố. Thủ tướng Iraq Nouri al-Maliki đã kêu gọi tình trạng khẩn cấp quốc gia sau các vụ tấn công. Người ta báo cáo Mosul đã hoàn toàn thuộc kiểm soát của ISIS tay như tính đến ngày 10 tháng 6 năm 2014. Ngày hôm sau thành phố Tikrit cũng rơi vào tay quân nổi dậy, và họ đã đốt cháy tòa nhà chính quyền và giải thoát hàng trăm tù nhân khỏi nhà tù.
Khi lực lượng an ninh Iraq chạy trốn về phía nam, lực lượng người Kurd đã thay thế vào chỗ trốn làm gia tăng tính nghiêm trọng của vấn đề tồn tại từ trước đối các vùng lãnh thổ tranh chấp Bắc Iraq, với phát biểu của với nghị sĩ người Kurd Shoresh Haji nói "Tôi hy vọng rằng các lãnh đạo người Kurd sẽ không bỏ lỡ cơ hội vàng này để mang trở lại vùng đất của người Kurd ở các vùng lãnh thổ tranh chấp về tay người Kurd".